# Gabriel Martinelli
Gabriel Teodoro Martinelli Silva (* 18. Juni 2001 in Guarulhos) ist ein brasilianischer Fußballspieler, der als Flügelspieler für den FC Arsenal spielt.

## Karriere

### Verein
Martinelli begann 2010 für SC Corinthians in São Paulo zu spielen, wo er im Futsalteam begann. Ab 2015 spielte er für Ituano FC. Er absolvierte bald darauf bereits Probetrainings bei Manchester United und dem FC Barcelona. Am 4. November 2017 unterzeichnete Martinelli seinen ersten Profivertrag bei Ituano, der bis Oktober 2022 gegolten hätte. Er machte sein professionelles Debüt am folgenden 17. März in der Staatsmeisterschaft von São Paulo. Im Alter von 16 Jahren und neun Monaten war er der jüngste Spieler, der im 21. Jahrhundert für den Verein debütierte. Er wurde 2019 in die beste Elf der diesjährigen Staatsmeisterschaft gewählt.
Am 2. Juli 2019 unterschrieb er einen Vertrag beim FC Arsenal mit fünfjähriger Laufzeit. Er gab sein Ligadebüt am 11. August 2019 bei einem 1:0-Auswärtssieg gegen Newcastle United, als er in der 84. Minute für Henrich Mchitarjan eingewechselt wurde. Am 24. September erzielte Martinelli einen Doppelpack bei seinem ersten Startelfeinsatz für den Verein bei einem 5:0-Sieg gegen Nottingham Forest im League Cup. Am 3. Oktober 2019 erzielte er zwei Treffer bei seinem Debüt in der UEFA Europa League gegen Standard Lüttich. Im Februar 2023 wurde sein Vertrag bis Juni 2027 verlängert.

### Nationalmannschaft
Für das Fußballturnier der Olympischen Sommerspiele 2020 erhielt Martinelli eine P-Akkreditierung. Beim zweiten Gruppenspiel kam er zu einem Einsatz als Einwechselspieler. Das Team gewann die Goldmedaille. Im Rahmen der Qualifikationsspiele zur Fußball-Weltmeisterschaft 2022 bestritt Martinelli am 24. März 2022 sein erstes Spiel für den A-Kader Brasiliens. Im Spiel gegen die Auswahl Chiles wurde er in der 75. Minute für Vinícius Júnior eingewechselt.
Im Länderspiel gegen Kolumbien am 16. November 2023 erzielte Martinelli sein erstes Tor für die A-Auswahl. In dem Spiel traf er nach Vorlage von Vinícius Júnior in der 4. Minute zum 1:0 (Endstand-1:2).